# Pedro Duarte (calciatore)
Pedro Miguel Mimoso Duarte (Setúbal, 22 aprile 1978) è un ex calciatore portoghese, di ruolo difensore.

## Carriera

### Club
Ha giocato nella massima serie cipriota.